# Megalomania (álbum)
Megalomania é o terceiro álbum do quarteto pop dinamarquês chamado Aqua.

## Faixas
Lista de faixas:
| N.º            | Título                                             | Compositor(es)                                        | Duração |  |
| 1.             | "Playmate to Jesus"                                | René Dif, Claus Norreen, Lene Nystrøm, Søren Rasted   | 4:48    |  |
| 2.             | "Dirty Little Pop Song"                            | Kasper Bjørke, Sue Brask, Claus Norreen, Søren Rasted | 3:51    |  |
| 3.             | "Kill Myself"                                      | Claus Norreen, Lene Nystrøm, Søren Rasted             | 3:31    |  |
| 4.             | "Life a Robot"                                     | René Dif, Claus Norreen, Søren Rasted, Lucas Secon    | 3:39    |  |
| 5.             | "Viva Las Vegas"                                   | Sue Brask, Claus Norreen, Søren Rasted                | 3:24    |  |
| 6.             | "No Party Patrol"                                  | Sue Brask, Claus Norreen, Niels Rahr, Søren Rasted    | 3:22    |  |
| 7.             | "Come N' Get It"                                   | Claus Norreen, Søren Rasted                           | 3:27    |  |
| 8.             | "Sucker For a Superstar"                           | Sue Brask, Claus Norreen, Søren Rasted                | 3:20    |  |
| 9.             | "Be My Saviour Tonight"                            | René Dif, Claus Norreen, Nicolaj Rasted, Søren Rasted | 3:17    |  |
| 10.            | "How R U Doin?"                                    | Claus Norreen, Søren Rasted, Thomas Troelsen          | 3:23    |  |
| 11.            | "If the World Didn't Suck (We Would All Fall Off)" | Sue Brask, Claus Norreen, Søren Rasted                | 3:21    |  |
| Duração total: | Duração total:                                     | Duração total:                                        | 39:23   |  |